# Горня Пастуша
Горня Пастуша (хорв. Gornja Pastuša) — населений пункт у Хорватії, у Сисацько-Мославинській жупанії у складі міста Петриня.

## Населення
Населення за даними перепису 2011 року становило 31 осіб.
Динаміка чисельності населення поселення:

## Клімат
Середня річна температура становить 10,45 °C, середня максимальна – 24,28 °C, а середня мінімальна – -5,74 °C. Середня річна кількість опадів – 1038 мм.
| Клімат поселення                              | Клімат поселення | Клімат поселення | Клімат поселення | Клімат поселення | Клімат поселення | Клімат поселення | Клімат поселення | Клімат поселення | Клімат поселення | Клімат поселення | Клімат поселення | Клімат поселення | Клімат поселення |
| Показник                                      | Січ.             | Лют.             | Бер.             | Квіт.            | Трав.            | Черв.            | Лип.             | Серп.            | Вер.             | Жовт.            | Лист.            | Груд.            |                  |
| Середній максимум, °C                         | 6,68             | 8,25             | 12,47            | 16,69            | 21,10            | 24,28            | 23,33            | 22,83            | 19,30            | 14,63            | 9,18             | 4,85             |                  |
| Середня температура, °C                       | 0,48             | 2,02             | 6,26             | 10,47            | 14,89            | 18,06            | 19,85            | 19,33            | 15,81            | 11,14            | 5,68             | 1,36             |                  |
| Середній мінімум, °C                          | −5,74            | −4,18            | 0,05             | 4,27             | 8,69             | 11,85            | 16,35            | 15,85            | 12,31            | 7,66             | 2,19             | −2,13            |                  |
| Норма опадів, мм                              | 64               | 63               | 73               | 86               | 90               | 100              | 92               | 94               | 94               | 95               | 104              | 83               |                  |
| Середньомісячна швидкість вітру, м/с          | 1.80             | 1.96             | 2.32             | 2.22             | 2.06             | 1.85             | 1.80             | 1.70             | 1.70             | 1.82             | 1.86             | 1.88             |                  |
| Середньомісячна сонячна радіація, кДж/м²·день | 4389             | 7127             | 10780            | 15189            | 19331            | 21462            | 22655            | 19561            | 14511            | 9209             | 4907             | 3596             |                  |
| --------------------------------------------- | ---------------- | ---------------- | ---------------- | ---------------- | ---------------- | ---------------- | ---------------- | ---------------- | ---------------- | ---------------- | ---------------- | ---------------- | ---------------- |
| Джерело:                                      |                  |                  |                  |                  |                  |                  |                  |                  |                  |                  |                  |                  |                  |